# Mötet i Örebro 1608
Mötet i Örebro 1608 hölls i Örebro från slutet av januari till mitten april 1608.
Rådsmötet ägnades åt fredsanbud från Polen, adelns privilegier, och åt vissa frågor av drätselnatur. Vid mötet försökte Karl IX få prästerna att enas i striden mellan lutherdom och kalvinism, och på sätt vinna över katolicismen. Detta lyckades inte.